# Picrocleidus beloclis
Il picrocleido (Picrocleidus beloclis) è un rettile marino estinto, appartenente ai plesiosauri. Visse nel Giurassico medio (Calloviano, circa 162 milioni di anni fa) e i suoi resti fossili sono stati ritrovati in Inghilterra.

## Descrizione
Questo animale è noto grazie a fossili incompleti, che tuttavia permettono di ricostruire un plesiosauro di piccole dimensioni: la lunghezza stimata di un esemplare adulto è di circa 2,5 metri. Come tutti i plesiosauri, Picrocleidus possedeva un corpo relativamente corto e piatto e quattro arti trasformati in strutture simili a pagaie. Il collo doveva essere molto allungato, ancor più che nelle forme come Plesiosaurus. Una caratteristica di Picrocleidus è la forma appuntita dell'interclavicola, peraltro di piccole dimensioni, e la clavicola pressoché rudimentale.

## Classificazione
Picrocleidus è stato descritto per la prima volta nel 1892 da Harry Govier Seeley sotto il nome di Muraenosaurus beloclis. I fossili frammentari provenivano dalla formazione Oxford Clay, risalente al Calloviano, in Inghilterra. Successivamente C. W. Andrews suggerì di attribuire i resti a un genere a parte (Picrocleidus), ma ulteriori classificazioni hanno visto prevalere la nomenclatura originale (Muraenosaurus beloclis). Uno studio del 2013, tuttavia, ritiene Picrocleidus un genere valido (Benson e Druckenmiller, 2013).
Picrocleidus è considerato un rappresentante dei criptoclididi, un gruppo di plesiosauri dal collo lungo tipici del Giurassico e caratterizzati da denti sottili. Picrocleidus, in particolare, è strettamente imparentato con il grande Muraenosaurus, anch'esso ritrovato in Inghilterra, ma se ne differenziava per le dimensioni molto minori e per le caratteristiche clavicole.

## Significato del nome
Il nome generico Picrocleidus deriva dal greco pikros ("appuntito") e kleis ("chiave, clavicola"), in riferimento alla peculiare struttura della clavicola. L'epiteto specifico, beloclis, deriva anch'esso dal greco e puntualizza nuovamente la forma "a freccia" dell'osso.